# Летонија на Европском првенству у атлетици у дворани 2021.
Летонија је учествовала на 36. Европском првенству у дворани 2021 који се одржао у Торуњу, Пољска, од 4. до 7. марта. Ово је петнаесто европско првенство у дворани од 1992. године од када је Летонија први пут учествовала. Репрезентацију Летоније представљала су 2 такмичара (1 мушкарац и 1 жена) који су се такмичили у 2 дисциплине (1 мушка и 1 женска).
На овом првенству Летонија није освојила ниједну медаљу нити је остварила неки резултат.

## Учесници
| Мушкарци: - Иља Петрушенко — 400 м | Жене: - Лига Велвере — 800 м |  |

## Резултати

### Мушкарци
| Атлетичар      | Дисциплина | Лични рекорд | Квалификације | Квалификације | Полуфинале           | Полуфинале           | Финале               | Финале       | Детаљи |
| Атлетичар      | Дисциплина | Лични рекорд | Резултат      | Место         | Резултат             | Место                | Резултат             | Место        | Детаљи |
| -------------- | ---------- | ------------ | ------------- | ------------- | -------------------- | -------------------- | -------------------- | ------------ | ------ |
| Иља Петрушенко | 400 м      | 47,88        | 48,46 ЛРС     | 6. у гр. 4    | Није се квалификовао | Није се квалификовао | Није се квалификовао | 46 / 48 (49) |        |

### Жене
| Атлетичарка  | Дисциплина | Лични рекорд | Квалификације | Квалификације | Полуфинале            | Полуфинале            | Финале                | Финале       | Детаљи |
| Атлетичарка  | Дисциплина | Лични рекорд | Резултат      | Место         | Резултат              | Место                 | Резултат              | Место        | Детаљи |
| ------------ | ---------- | ------------ | ------------- | ------------- | --------------------- | --------------------- | --------------------- | ------------ | ------ |
| Лига Велвере | 800 м      | 2:01,10 НР   | 2:06,26       | 4. у гр. 1    | Није се квалификовала | Није се квалификовала | Није се квалификовала | 24 / 34 (35) |        |